# Großrosseln
Großrosseln (Frans: Grand-Rosselle) is een gemeente in de Duitse deelstaat Saarland, en maakt deel uit van het Regionalverband Saarbrücken. Großrosseln telt 7.928 inwoners. Großrosseln is een gedeelde plaats en ligt tegen de Franse grens en grenst aan de Franse gemeente Petite-Rosselle.

## Overige dorpen
- Dorf im Warndt
- Emmersweiler
- Karlsbrunn
- Naßweiler
- St. Nikolaus

Friedrichsthal ·
Großrosseln ·
Heusweiler ·
Kleinblittersdorf ·
Püttlingen ·
Quierschied ·
Riegelsberg ·
Saarbrücken ·
Sulzbach ·
Völklingen